# Bassi Pathana
Bassi Pathana là một thành phố và là nơi đặt hội đồng đô thị (municipal council) của quận Fatehgarh Sahib thuộc bang Punjab, Ấn Độ.

## Nhân khẩu
Theo điều tra dân số năm 2001 của Ấn Độ, Bassi Pathana có dân số 18.547 người. Phái nam chiếm 52% tổng số dân và phái nữ chiếm 48%. Bassi Pathana có tỷ lệ 77% biết đọc biết viết, cao hơn tỷ lệ trung bình toàn quốc là 59,5%: tỷ lệ cho phái nam là 80%, và tỷ lệ cho phái nữ là 73%. Tại Bassi Pathana, 10% dân số nhỏ hơn 6 tuổi.